# シュブ・ニグラス
シュブ・ニグラス（Shub-Niggurath）は、1982年にAlain Ballaudによって結成されたフランスのアヴァン・ロック/ズール・バンドで、1995年にBallaudが癌で亡くなるまで活動し続けた。このバンドは、アメリカ合衆国のホラー作家、H・P・ラヴクラフトがつくったクトゥルフ神話の神々の1人にちなんで名付けられた 
デビュー・アルバムは、ムゼア・レーベルによって1986年にリリースされた『死せる暗黒の騎士』であり、その革新的で前衛的な傾向と、マグマ・サウンドに対する独自の解釈で非常に高い評価を受けた。

## メンバー
- Alain Ballaud - ベース (全アルバム)
- Franck Coulaud - ドラム、パーカッション (アルバム 1 & 4)
- Franck W. Fromy - ギター (アルバム 1 & 4)、パーカッション (アルバム 4)
- Jean-Luc Herve - ピアノ、オルガン、ハルモニウム (アルバム 1, 2 & 4)、ギター (アルバム 2 & 3)
- Ann Stewart - ボーカル (アルバム 1 & 4)
- Véronique Verdier - トロンボーン (アルバム 1-4)
- Michel Kervinio - ドラム、パーカッション (アルバム 1 & 2)
- Sylvette Claudet - ボーカル (アルバム 2)
- Edward Perraud - ドラム、パーカッション (アルバム 2)

## ディスコグラフィ

### アルバム
- 『死せる暗黒の騎士』 - Les Morts Vont Vite (1986年)
- C'Étaient De Très Grands Vents (1991年)
- Testament (1994年)
- Live (1989年)
- Introduction (2009年) ※セルフタイトルの『Shub-Niggurath』としても再発されたことがあり、1982年のデモテープがオリジナル

## 参考
- ズール
- プログレッシブ・ロック
- エクスペリメンタル・ロック